# Arrack

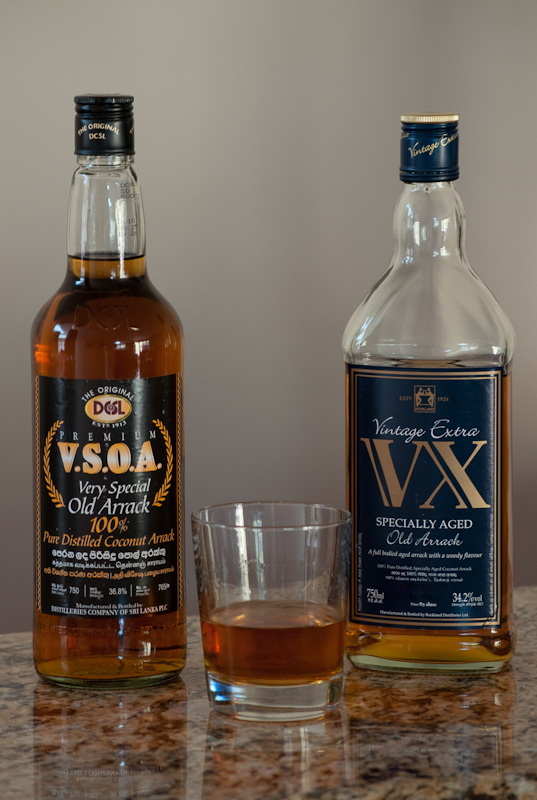
Garrafas de Arrack

Arrack, também grafado arak, é uma bebida alcoólica destilada produzida tipicamente no Sul e no Sudeste da Ásia, feito a partir da seiva fermentada das flores do coco, cana-de-açúcar, grãos (como o arroz vermelho) ou frutas, dependendo de seu país de origem. Quando é elaborado especificamente a partir de seiva de tuaqueira (Arenga pinnata) recebe o nome de tuaca. O destilado, de cor clara, é então misturado, envelhecido em barris de madeira, ou sucessivamente destilado e filtrado, dependendo dos objetivos visados em termos de gosto e cor pelo seu fabricante. O arrack não deve ser confundido com o arak, uma bebida com sabor de anis consumida tradicionalmente no Mediterrâneo Oriental e no Norte da África.